# Paolo Bussetti
Paolo Bussetti war ein italienischer Schwimmer.

## Karriere
Bussetti nahm 1900 an den Olympischen Spielen in Paris teil. Im Wettbewerb über 200 m Rücken erreichte der Italiener den siebten Rang. In der Disziplin über 200 m Freistil scheiterte er als Fünfter seines Vorlaufes am Finaleinzug.